# Ciel (Saône-et-Loire)
Ciel é uma comuna francesa na região administrativa de Borgonha-Franco-Condado, no departamento Saône-et-Loire. Estende-se por uma área de 17,09 km². Em 2010 a comuna tinha 780 habitantes (densidade: 45,6 hab./km²).